# Mészáros Martin
Mészáros Martin (Zenta, 1994. március 12. –) magyar színész.

## Életpályája
1994-ben született a vajdasági Zentán, a gyermekkorát Csókán töltötte. A szentesi Horváth Mihály Gimnázium drámatagozatán érettségizett. 2013-2018 között a Kaposvári Egyetem színművész szakos hallgatója volt. 2018-2024 között a Nemzeti Színház tagja volt. 2024-től szabadúszó. 2024 óta játszik az Orlai Produkció előadásaiban. 
Felesége Barta Ágnes színésznő.

## Főbb színházi szerepei

### Orlai Produkció
- Brooklyni mese (2024) - Vito Rienzi
- Ha lenne valakim (2024) - Jim

### Nemzeti Színház
- Kurázsi mama és gyermekei (2024) - Főparancsnok, Toborzó, Második ezredes
- Az aranyhajú hármasok (2023) - Aranyhajú fiú
- Bánk bán (2023) - Petúr
- Bakhánsnők (2022) - Első hírnök (pásztor)
- Agón (2022)
- Vadászat (2021) - Vadász
- Csongor és Tünde - Csongor
- A Mester és Margarita (2021) - Hontalan Iván
- Énekes madár (2020) - Kömény Móka
- Forró mezők (2020) - Fábján Dezső
- Leánder és Lenszirom (2020) - Leánder
- Rocco és fivérei (2019) – Ciro Parondi
- Az ember tragédiája (2018) -
- A gömbfejűek és a csúcsfejűek (2018) – Alfonso Saz, bérlőúr
- Woyzeck (2018) – Altiszt
- Egri csillagok (2018) – Török Jancsi, Papagáj
- A Turbin család napjai (2017) – Nyikolka
- Bánk bán (2017) -
- III. Richárd (2017) – Hastings
- Tóth Ilonka (2016) – Gáli József
- Galilei élete (2016) – Cosmo de Medici / A dózse
- Isten ostora (2014) – Európé
- Fekete ég – Molnár Ferenc: A fehér felhő (2017) -
- János vitéz (2014) – Trombitás

## Filmes és televíziós szerepei
- Veszettek (2015)
- Asszó (2017)
- Tóth János (2018)
- Második kör (2020) ...Alex
- Apatigris (2020)
- Drága örökösök (2020) ...Pincér
- FBI: International (2021)
- Attila, Isten ostora (2022)
- Frici és Aranka (2022) ...Grätzer József
- Gólkirályság (2023–) ...Rotics Mihály
- A mi kis falunk (2024) ...Rotics Mihály
- 1968 – Egy szerelem rekonstrukciója (2024)
- Hunyadi (2025) ...Brankovics Grgur